# Rectoria ''les Torres''
La Rectoria les Torres és una rectoria i capella del poble de Font-romeu, pertanyent al terme comunal de Font-romeu, Odelló i Vià, de l'Alta Cerdanya, a la Catalunya del Nord.
Està situada en el número 2 del carrer dels Esquirols de Font-romeu, a la zona nord-oest del poble, prop del Casino i de l'Església de Crist Rei.
La Rectoria les Torres és la residència del rector de les parròquies del terme i, a més, exerceix de capella oberta al públic del poble de Font-romeu.